# Kenrick Tucker
Kenrick Tucker (* 6. Februar 1959 in Rockhampton) ist ein ehemaliger australischer Radrennfahrer und nationaler Meister im Radsport.

## Sportliche Laufbahn
Tucker war Teilnehmer der Olympischen Sommerspiele 1980 in Moskau. Im Bahnradsport war er im 1000-Meter-Zeitfahren am Start und belegte beim Sieg von Lothar Thoms den 9. Platz. Im Sprint wurde er als 7. des Turniers klassiert.
Bei den Olympischen Sommerspielen 1984 in Los Angeles war er erneut am Start. Im Sprint belegte er den 7. Rang.
Tucker begann mit 12 Jahren mit dem Radsport. 1977 gewann er seinen ersten Titel, als er die Meisterschaft der Junioren im Sprint gewann. Während seiner gesamten Radsportkarriere ging Tucker neben dem Sport einem Beruf als Autoverkäufer und Kfz-Mechaniker nach.
1978 holte er bei den Commonwealth Games die Goldmedaille im Sprint und Silber hinter Jocelyn Lovell im 1000-Meter-Zeitfahren, 1982 siegte er wiederum im Sprint.
Den nationalen Titel im 1000-Meter-Zeitfahren gewann er von 1979 bis 1982. 1978 bis 1982 wurde er Meister im Sprint, 1984 gewann er den Titel erneut. 1981 gewann er den Titel im Punktefahren.
1984 wurde er Vize-Meister im Zeitfahren hinter Max Rainsford. Im Sprint wurde er 1985 und 1986 Vize-Meister.
Bei den New Zeeland Summer Games 1981 konnte er den Sprint und das Zeitfahren für sich entscheiden. Beide Disziplinen gewann er auch bei den Ozeanischen Spielen in jener Saison.
Den Harlow Grand Prix im Sprint gewann er vor 1979 Paul Swinnerton. 1986 beendete er seine Laufbahn. In Rockhampton wurde zu seinen Ehren 1983 die Radrennbahn „Kenrick Tucker Velodrome“ errichtet.

## Berufliches
Nach seiner aktiven Laufbahn arbeitete er als Feuerwehrmann bei Air Services Australia. Ehrenamtlich ist er als Trainer im Radsport tätig.